# Mandawuy Yunupingu
Mandawuy Yunupingu (nombre de nacimiento Tom Djambayang Bakamana Yunupingu, o también llamado Gudjuk) (Yirrkala, 17 de septiembre de 1956 - Yirrkala, 2 de junio de 2013) fue un músico aborigen y profesor australiano, más notable por ser el líder de la banda Yothu Yindi. Fue el australiano del Año en 1992.

## Biografía
Nació en Yirrkala en la tierra de Arnhem, una reserva aborigen en la parte noreste del Territorio del Norte de Australia. Era miembro del pueblo yolngu. El nombre de su padre era Mangurrawut Yunupingu. Su nombre era Gudjuk, que significa halcón. Su nombre fue cambiado a Mandawuy cuando un miembro de la familia del mismo nombre murió, de acuerdo con el nombre yolngu personalizado. Yunupingu significa "piedra que destaca contra el tiempo".
Él era el hermano menor de Galarrwuy Yunupingu, un sacerdote mayor de la tierra de Arnhem, que fue Australiano del Año en 1978 y sigue siendo una fuerza en la política australiana. Una de sus hermanas es la artista Gulumbu Yunupingu.

### Carrera
Yunupingu fue la primera persona aborigen de Arnhem Land en obtener un título universitario, obteniendo una licenciatura en educación de la Universidad de Deakin en 1988. En 1989 fue nombrado subdirector de la Escuela de la Comunidad Yirrkala. En 1990 asumió el cargo de director de esa escuela, convirtiéndose en el primer director de los aborígenes en Australia. Ocupó este cargo hasta finales de 1991, dejándolo para dedicarse a su carrera con Yothu Yindi.
En la década de 1980, se introdujo un nuevo sistema llamado "Both Ways", que reconoce la enseñanza cultural tradicional.

### Yothu Yindi
Fue cofundador de la banda aborigen Yothu Yindi en 1986. Fue el cantante y personalidad más destacada de la banda, y que también tocaba la guitarra. El nombre Yothu Yindi significa "madre e hijo". Se refiere al parentesco del noreste de Arnhem Land.
La banda es famosa por la canción "Treaty", que alcanzó el número 1 en las listas de Australia y se quedó allí por un total de 22 semanas. La canción contiene palabras de gujamati, una lengua indígena.
Yunupingu se esforzó por lograr una mejor comprensión de la cultura aborigen de Balanda (los no aborígenes), y fue un destacado defensor de la reconciliación entre blancos y aborígenes australianos.

### Vida personal
Estaba casado con la maestra Yalmay. Él era un padre de cuatro hijas y tuvo cinco nietos.
Su sobrino Geoffrey Gurrumul Yunupingu fue parte de Yothu Yindi, y también se embarcó en una carrera en solitario.

#### Salud
Yunupingu sufría de diabetes y presión arterial alta, que a su vez contribuyó a una insuficiencia renal avanzada, y recibió hemodiálisis tres veces a la semana en Darwin. Yunupingu fue diagnosticado en 2007, tras su paso en una clínica de rehabilitación después de años de consumo excesivo de alcohol, entre una y cuatro cajas de cerveza al día, según su psiquiatra tratante.
También participó en las prácticas curativas tradicionales. Su hermana Gulumbu es parte de un grupo Yolngu de mujeres mayores que han creado un lugar de curación con el apoyo de la Fundación Yothu Yindi. Yunupingu fue uno de sus primeros pacientes.

### Muerte
Yunupingu murió en su casa en el Territorio del Norte el 2 de junio de 2013. Después de su muerte, el primer ministro Julia Gillard, dijo: "Hemos perdido hoy una gran voz de Australia en los esfuerzos en pro de la reconciliación".

## Premios
El 26 de enero de 1993, Yunupingu fue nombrado Australiano del Año en 1992 por el Consejo del Día Nacional de Australia. En abril de 1998 fue investido doctor honoris causa por la Universidad de Tecnología de Queensland, "en reconocimiento a su importante contribución a la educación de los niños indígenas, y para una mayor comprensión entre los australianos aborígenes y no aborígenes".
Yunupingu ingresó al Salón de la Fama ARIA en diciembre de 2012, cuando Yothu Yindi fueron incluidos.